# Trinia pumila
Trinia pumila là một loài thực vật có hoa trong họ Hoa tán. Loài này được (L.) Rchb. miêu tả khoa học đầu tiên.